# Software Engineering Body of Knowledge
Der Guide to the Software Engineering Body of Knowledge (SWEBOK) ist ein Dokument der IEEE Computer Society. Es strukturiert das gesammelte Wissen (englisch body of knowledge) auf dem Gebiet der Softwaretechnik und stellt es der Allgemeinheit zur Verfügung.

## Geschichte und Ziele
Das SWEBOK-Projekt ist von den Gesellschaften IEEE und ACM in den Jahren 1993–1998 ins Leben gerufen worden, ACM zog sich im Verlauf des Projektes wieder zurück. Das Projekt hat innerhalb des Gebiets der Softwaretechnik das Ziel, den Stand der Technik darzustellen, zu strukturieren, zu vereinheitlichen und gegenüber anderen Disziplinen abzugrenzen. Auch soll das Dokument Grundlage für die Qualifizierung und Zertifizierung von Informatikern sein.
Das Projekt wurde in drei Phasen in den Jahren 1998 bis 2004 durchgeführt, in denen Struktur und Inhalt des SWEBOK festgelegt, verfeinert und validiert wurde. Die Zwischenergebnisse wurden von Gutachtern weltweit einem Review-Prozess unterzogen. Für die Version 0.7 der zweiten Phase wurden 378 Gutachter einbezogen, deren Qualifikation durch Veröffentlichung ihrer bibliografischen Daten belegt wurde.
Aktuell (Stand 2025) liegt die Version V4.0 vor.

## Wissensgebiete
Der Aufbau des SWEBOK orientiert sich an der Einteilung der Softwaretechnik in 10 Wissensgebiete (engl. Knowledge Areas, KA). Diese sind:
1. Software requirements: Anforderungsanalyse
2. Software design: Softwareentwurf
3. Software construction: Programmierung
4. Software testing: Softwaretest
5. Software maintenance: Softwarewartung
6. Software configuration management: Konfigurationsmanagement
7. Software engineering management: Projektmanagement
8. Software engineering process: Vorgehensmodell
9. Software engineering tools and methods: Entwicklungswerkzeuge und -methoden
10. Software quality: Softwarequalität

Als 11. Wissensgebiet wird der wissenschaftliche Stand verwandter Disziplinen aufgeführt: 
- Computer engineering: Technische Informatik
- Computer science: Informatik
- Management: Unternehmensführung
- Mathematics: Mathematik
- Project management: Projektmanagement
- Quality management: Qualitätsmanagement
- Software ergonomics: Software-Ergonomie
- Systems engineering: Systems Engineering

## Bewertung
Der Versuch, ein Querschnitts- und Referenzwerk der Software-Technik zu erstellen, kann nicht ohne zahlreiche Kritik gelingen. Während der Review-Phasen wurde unter anderem die mangelnde Tiefe und die Verwendung als Grundlage für Qualifizierung und Zertifizierung kritisiert.
Trotz Kritik ist das Projekt akademisch fundiert und hat sich als Quasi-Standard etabliert.